# Điểu thú nhân vật hý họa
Điểu thú nhân vật hý họa (鳥獣人物戯画- Chōjū jinbutsu giga) hay gọi tắt là "điểu thú hý họa" (Chōjū giga) là tên một bộ tranh cuộn được chỉ định là quốc bảo Nhật Bản ở chùa Kōzan-ji (Cao Sơn tự) thuộc quận Ukyō, Kyōto. Bộ tranh gồm 4 cuộn: giáp, ất, bính, đinh với nội dung phản ánh về thế sự đương thời thông qua các loài động vật và nhân vật được vẽ theo lối hý họa. Đặc biệt là cuộn giáp vẽ thỏ, ếch và khỉ được nhân hóa rất nổi tiếng. Một phần của bộ tranh vận dụng thủ pháp giống với lối vẽ truyện tranh (Manga) hiện đại nên nó còn được gọi là bộ Manga cổ nhất Nhật Bản.
Về thời gian thành lập thì giữa các cuộn không có mối liên hệ rõ ràng, mà phong cách vẽ, bút tích cũng khác nhau và được cho là xuất hiện trong khoảng thời gian từ thế kỷ 12~thế kỷ 13 (cuối thời Heian - đầu thời Kamakura) với nhiều tác giả, khi lưu truyền ở Kōzan-ji thì được tập hợp thành điểu thú nhân vật hý họa.
Cũng có thuyết cho rằng tác giả chính là vị Tăng Chánh nổi tiếng với hý họa là sư Toba Sōjō Kakuyū, nhưng hoàn toàn không có tư liệu nào nhắc đến việc này và vì niên đại thành lập và tác giả khác nhau nên chỉ nghi ngờ rằng Tăng Chánh Toba Sōjō cũng chỉ là một trong những người chấp bút. Có lẽ tác giả là một vị tăng lữ vô danh nào đó trong lịch sử đã mượn các loài động vật để thể hiện sự u uất của mình với thế sự, đôi khi lại là cách nhìn châm biếm trào phúng.
Hiện tại, các cuộn giáp và bính được bảo quản ở viện bảo tàng quốc lập Tōkyō, còn cuộn ất và đinh thì bảo quản ở viện bảo tàng quốc lập Kyōto.

## Nội dung và bản sao của các cuộn
Hiện tại, trong 4 cuộn tranh thì không có cuộn nào đi kèm với phần văn bản. Điểu thú nhân vật hý họa đã trải qua hơn 800 năm và mang tính cách là một tập hợp nhiều tác phẩm nên không còn giữ được hình thái ban đầu khi nó được vẽ đương thời. Có nhiều chỗ thiếu sót và tồn tại nhiều đoạn tranh khiến người ta nghĩ rằng chúng là một phần của điểu thú nhân vật hý họa nhưng có thể phỏng đoán rằng đây đều là những bản sao vẽ lại hình ảnh thế sự đương thời trước khi có được hình thái như ngày nay, hoặc giả là một sự sắp xếp nhầm theo thời gian.
Cuộn giáp
Vẽ lại cảnh nhiều loài động vật chơi đùa như nghịch nước, thi bắn cung, đánh vật và cả cảnh làm pháp sự, cãi nhau của chúng. Bối cảnh trong tranh có vẽ hoa Hagi, loại hoa chỉ nở vào mùa thu nên có thể thấy quang cảnh trong tranh là mùa thu. Từ bản sao và các đoạn tranh rời có thể thấy cuộn giáp ban đầu gồm từ hai cuộn trở lên có nội dung độc lập. Trong số đó có một cuộn vẽ cảnh con rắn xuất hiện từ trong bụi cỏ khiến đám động vật bỏ chạy tán loạn, kết thúc cuộc chơi. 
Trong cuộn giáp hiện tại, có thể thấy một phần là do người đời sau chấp bút vẽ thêm để bổ khuyết cho những phần bị cháy vì hỏa hoạn, mất mát vào thời đại sau này.
Cảnh thỏ và khỉ tắm sông, trích trong cuộn giáp.
Cuộn ất
Không chỉ vẽ các loài động vật quen thuộc với người Nhật đương thời như ngựa, trâu, chó, gà, sơn dương mà còn có cả những loài động vật ngoại lai và động vật không tưởng như báo, hổ, voi, sư tử, kỳ lân, rồng. Đây là cuộn tranh mang đậm tính chất là cuốn minh họa về các loài động vật và có nhiều khả năng đây là cuốn mẫu cho các họa sư khi vẽ động vật.
Cuộn bính
10 bức trước trong cuộn này vẽ cảnh du hý của con người, còn 10 bức sau vẽ cảnh động vật vui chơi giống như trong cuộn giáp. Nửa sau của cuộn này được cho là hình mẫu của cuộn giáp, và phong cách cũng khác với nửa cuộn trước nên được cho là các cuộn tranh khác nhau, sau hợp thành một cuộn, nhưng từ quá trình tu sửa của viện bảo tàng Kyōto thì có thể biết được ban đầu vốn chỉ là một cuộn tranh vẽ trên giấy Washi, mặt trước vẽ người còn mặt sau vẽ động vật, sau đó hai mặt được tách ra thành một cuộn như ngày nay.
Bức thứ 19 trong cuộn tranh vẽ con ếch đi bộ, còn bức thứ hai vẽ cảnh người đang chơi trò đổ xí ngầu Sugoroku, nếu chồng hai bức lên nhau thì vết mực ở bức thứ 19 trùng khớp với vị trí phần mũ của nhân vật ở bức thứ 2. Ngoài ra, vết mực ở các bức thứ 1 và thứ 20, thứ 3 và thứ 18 cũng đều trùng khớp nhau nên người ta suy đoán rằng ban đầu chỉ gồm 10 bức, mặt trước vẽ người còn mặt sau vẽ động vật, đến thời Edo được tách ra làm hai để dễ thưởng lãm.
Cuộn đinh
Đây là cuộn tranh vẽ cảnh du hý của người, cảnh pháp sự và các nghi lễ trong cung đình. Đường nét phóng túng và khác hẳn với các cuộn còn lại.

## Hình ảnh

Cuộn giáp, các loài động vật tắm nước.
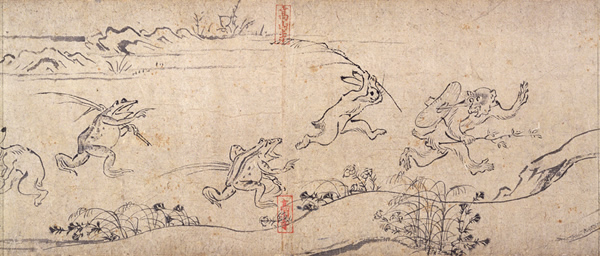
Cuộn giáp, thỏ và ếch đuổi theo tên trộm khỉ.
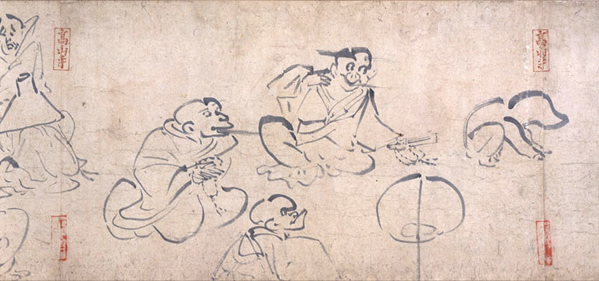
Cuộn đinh, các tăng lữ khoe tài hiển thánh với người giả làm cóc.
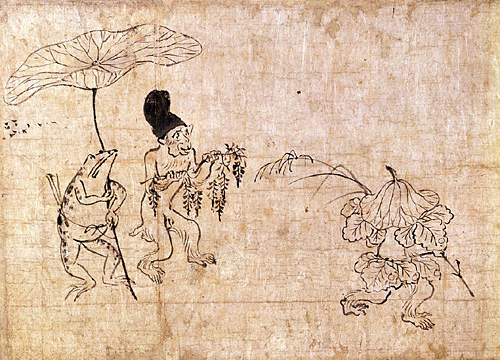
Cuộn giáp, con ếch che dù lá cho tăng lữ. Bảo quản tại viện bảo tàng quốc lập Tōkyō.
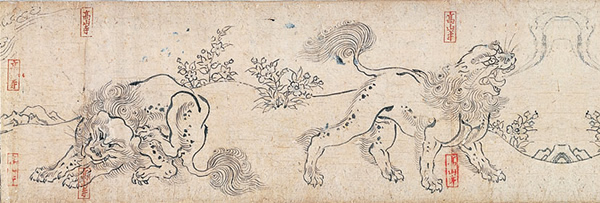
Cuộn ất, sư tử rống và sư tử gãi lưng.
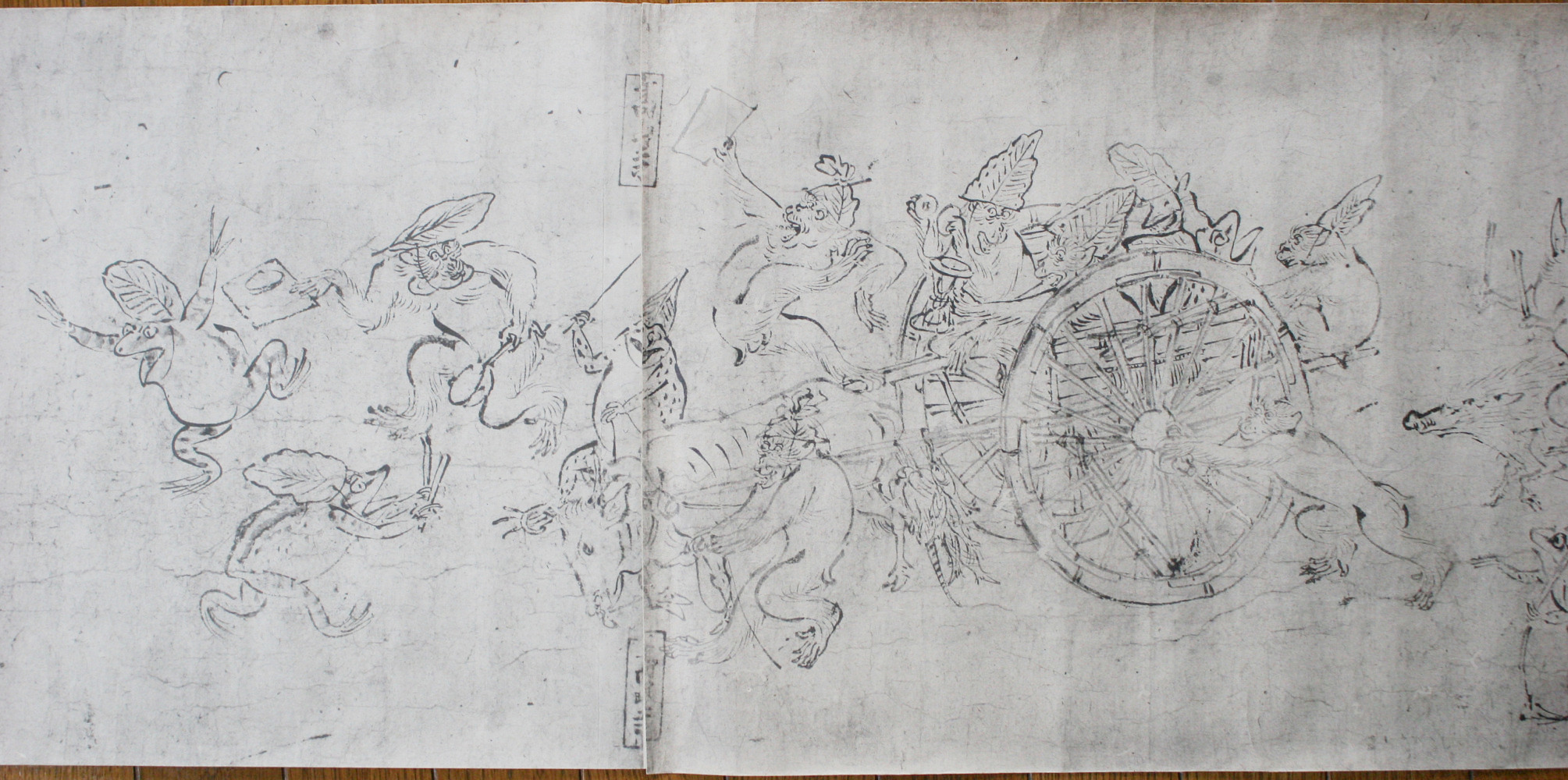
Cuộn bính, nửa sau.
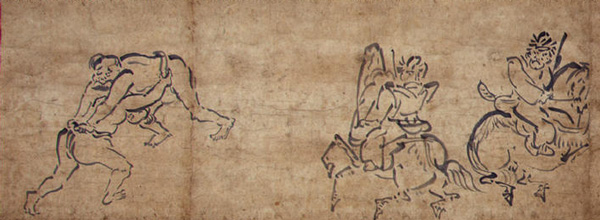
Cuộn đinh, người đánh vật và đám Võ sĩ đứng xem.
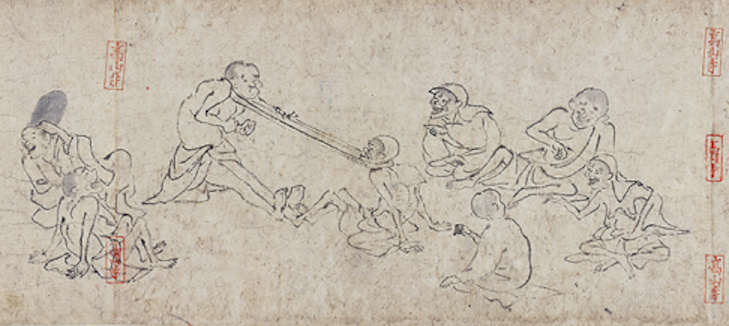
Cuộn bính, đám người chơi trò tròng đầu vào dây rồi kéo.
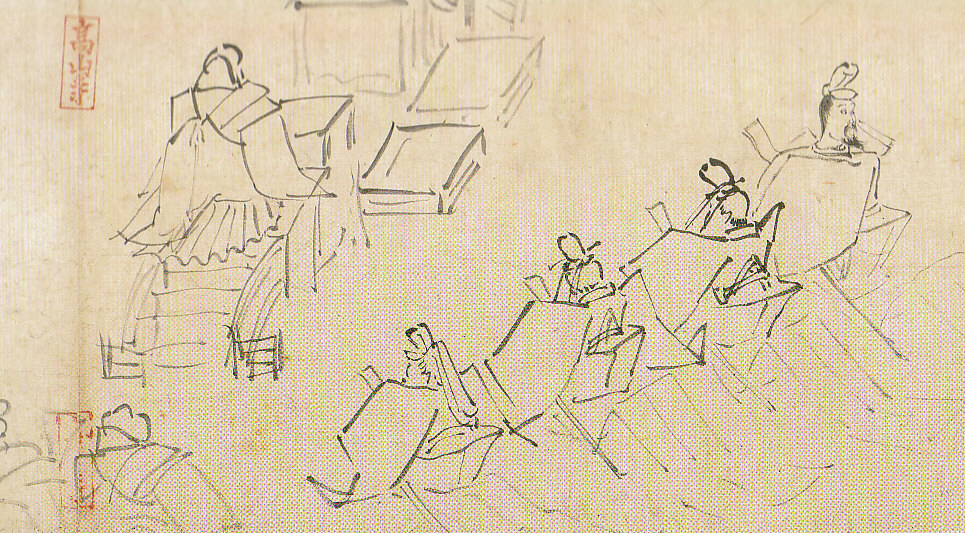
Cuộn bính, các quý tộc làm pháp sự.

## Văn kiện tham khảo
- Tsuji Nobuo, "Điểu thú nhân vật hý họa và tranh hô ứng", mỹ thuật Nhật Bản, Shibundō xuất bản, 1991.

## Mục liên quan
- Danh sách quốc bảo Nhật Bản
- Tranh cuộn bách quỷ dạ hành